# Kanton Rouen-1
Kanton Rouen-1 is een kanton van het Franse departement Seine-Maritime. Het kanton maakt deel uit van het arrondissement Rouen. Het telde 37 898 inwonders in 2017.

## Gemeenten
Het kanton Rouen-1 omvat enkel een deel van de gemeente Rouen (westzijde)
Bij de herindeling van de kantons door het decreet van 27 februari 2014, met uitwerking op 22 maart 2015, werd het kanton behouden met een aangepast territorium binnen Rouen.
Het kanton omvatte tot 2014 de wijken:
- Vieux-Marché
- Cathédrale
- Saint-Maclou

## Conseiller général
Een kanton heeft een, sinds 2015 twee, Conseiller général, die door de burgers in het kanton gekozen worden.
| Periode   | Conseiller                              | Politieke partij |
| --------- | --------------------------------------- | ---------------- |
| 1945-1958 | M. Lucas                                | RI               |
| 1958-1966 | M. Doudet                               | UNR              |
| 1966-1976 | M. Ricouard                             | RI               |
| 1976-2008 | Serge Huguerre                          | DVD, daarna UDF  |
| 2008-2015 | Eric De Falco                           | PS               |
| 2015-2021 | Jean-François Bures & Marine Caron      |                  |
| 2021-2028 | Marie Fouquet & Valentin Rasse Lambrecq | PS               |